# Хаканохи

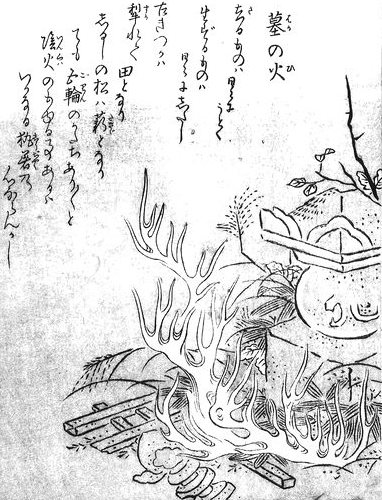

Хаканохи (яп. 墓の火, буквально «могильный огонь») — призрак-блуждающий огонёк из японского фольклора, легенды о которых были распространены в разных регионах страны. Самый известный рисунок хаканохи был сделан художником Ториямой Сэкиэном.
Представляет собой огненный шар, который вылетает из могилы, или призрачное пламя, которое вспыхивает на старых, заросших растительностью могилах у подножия надгробия. В большинстве старых японских легенд указывалось, что хаканохи появляются на могилах самоубийц или людей, унёсших с собой на тот свет какую-то обиду на живущих. Считалось, что неудовлетворённые желания и страдания воплощались в мире живых в виде такого огонька.
В настоящее время существует попытка реалистичного объяснения веры в хаканохи: рассказы о нём связывают со свечением фосфора, выделяющегося из разлагающихся трупов.